# Mojmír Fučík
Mojmír Fučík (18. července 1913 Čáslavice – 29. října 2011) byl český a československý lékař, odborník na gastroentrologii, vysokoškolský profesor, politik Komunistické strany Československa a poúnorový poslanec Národního shromáždění ČSR.

## Biografie
Pocházel z rodiny řídícího učitele. V roce 1932 maturoval a pak studoval Lékařskou fakultu Masarykovy univerzity. Původně se chtěl věnovat neurologii, ale nemohl sehnat místo. Působil jako pomocná síla v Léčebně zhoubných nádorů na Žlutém kopci. V roce 1938 promoval a nastoupil jako sekundář na interní oddělení nemocnice v Pelhřimově. Roku 1946 přešel na IV. interní kliniku pod vedením prof. B. Prusíka. Zasloužil se o rozvoj hepatogastroenteorlogie na IV. interní klinice a od roku 1947 prováděl spolu s MUDr. Tionem jaterní punkce. Uskutečnil několik tisíc gastroskopií a vychoval řadu gastroenterologů. Specializoval se na gastroenterologii a interní medicínu (zejména gastroenterologická onkologie, vředová onemocnění, bílkovinné spektrum žaludečního obsahu, patofyziologie břišní bolesti aj.). V roce 1952 se habilitoval a v roce 1959 dosáhl titulu profesora vnitřního lékařství. Roku 1957 založil Výzkumnou gastroenterologickou laboratoř. V letech 1959–1980 byl přednostou IV. interní kliniky a zastával četné akademické a odborné funkce. Byl také proděkanem Fakulty všeobecného lékařství Univerzity Karlovy, prorektorem Univerzity Karlovy. Byl mimo jiné předsedou Československé gastroenterologické společnosti a místopředsedou České internistické společnosti. Ještě ve vysokém věku působil do 31. prosince 1988 jako profesor-konzultant na IV. interní klinice. Publikoval přes 100 vědeckých studií a přednesl více než 160 přednášek. Ve volném čase se zabýval komorní hudbou (sám hrál na violu).
Ve volbách roku 1954 byl zvolen do Národního shromáždění za KSČ ve volebním obvodu Praha-město. V parlamentu setrval až do konce funkčního období, tedy do voleb roku 1960.